# گلوکوزون
گلوکوزون (انگلیسی: Glucosone) یک ترکیب کربونیل واکنش‌پذیر است که می‌تواند با بازآرایی آمادوری از مشتقاتی از گلوکز تولید شود. این ماده یک دی‌کربونیل واسطه واکنش مایارد است که تولید آن در شرایط اکسیداتیو در مقابل غیر اکسیداتیو بیشتر است.